# 二階堂黎人
二階堂 黎人（、1959年7月19日 - ）は、日本の小説家。東京都出身。本名 大西克己。

## 経歴
中央大学附属高等学校、中央大学理工学部数学科卒業。大学在学中に手塚プロ主催の「手塚治虫ファンクラブ」の会長を務めていた。卒業後運輸省の外郭団体に勤務。1990年第1回鮎川哲也賞に『吸血の家』で佳作入選。
1992年8月に講談社から出版された二階堂蘭子シリーズ第1作『地獄の奇術師』で作家デビュー。蘭子シリーズでは、作者と同名の二階堂黎人が記述者を務めている。1994年に退社後本格的な執筆活動に入る。題に明らかなように、江戸川乱歩の通俗長編を強く意識した復古調の探偵小説的作風を打ち出しており、「新本格」ムーヴメントのなかでもとりわけストレートに先達への敬意を披瀝した作風でデビューを飾る。大掛かりなトリックを駆使した本格派の謎解き志向と同時に、デコラティヴな事件や舞台の造形や、作品に色濃いオカルティズムや怪奇色などを多分に盛り込んだ、ジョン・ディクスン・カーや横溝正史を想起させる世界観が特徴。特にカーへの心酔ぶりは有名である。異様な扮装に身を包んだ残虐な怪人と自己意識過剰な女性探偵が対決を繰り返す冒険小説的側面も持ち合わせている。
『増加博士と目減卿』においてメタ・ミステリー、『聖域の殺戮』においてSF的世界観でのミステリに挑むなど、古典的な探偵小説からは外れた流儀の作品にも実験的に着手している。
著書『人狼城の恐怖』において、（オムニバスとしてではなく純粋な長編として）世界最長の推理小説の記録を持っている。
2005年11月28日、自らのホームページの日記に、「『容疑者Xの献身』に関して、今年の本格推理の収穫のように書いている書評を見た記憶があるのだが、それはちょっと違うのではないかと思う。」と書き、広義のミステリとして『容疑者Xの献身』を非常に高く評価しつつも同作は本格ミステリではないと言う自説を展開した。これに対して異論が集中し、笠井潔などの本職の評論家も巻き込んで専門誌などで「本格とは何か」を改めて問う議論が起こるなど波紋を呼んだ。
光文社文庫の新・本格推理の編集長をつとめた。
SFも愛好しているが、古典的なスペースオペラ、ハードSFを好む傾向にある。『S-Fマガジン』2015年4月号での特集「ハヤカワ文庫SF総解説 PART1」においては、「宇宙英雄ペリー・ローダン」シリーズ、「ターザン」シリーズの解説を担当した。

## ミステリ・ランキング

### 週刊文春ミステリーベスト10
- 1998年 - 『人狼城の恐怖』（「第三部 探偵編」と「第四部 完結編」）11位

### このミステリーがすごい！
- 1994年 - 『聖アウスラ修道院の惨劇』14位
- 1996年 - 『悪霊の館』15位
- 1999年 - 『人狼城の恐怖 第四部 完結編』9位

### 本格ミステリ・ベスト10
- 1999年 - 『人狼城の恐怖』（全四巻）1位
- 2000年 - 『堕天使殺人事件』20位
- 2001年 - 『密室殺人大百科』15位
- 2004年 - 『猪苗代マジック』17位
- 2005年 - 『魔術王事件』14位
- 2009年 - 『鬼蟻村マジック』28位
- 2010年 - 『智天使の不思議』24位

## 作品リスト

### 単行本

#### 二階堂蘭子シリーズ
- 地獄の奇術師（1992年8月 講談社 / 1994年8月 講談社ノベルス / 1995年7月 講談社文庫）
- 吸血の家（1992年10月 立風書房 / 1995年10月 講談社ノベルス / 1999年7月 講談社文庫）
- 聖アウスラ修道院の惨劇（1993年8月 講談社ノベルス / 1996年11月 講談社文庫）
- 悪霊の館（1994年12月 立風書房 / 1996年12月 立風ノベルス / 2000年4月 講談社文庫 / 2022年12月 論創社【完全版】）
- ユリ迷宮（1995年4月 講談社ノベルス / 1998年3月 講談社文庫）
  - 収録作品：ロシア館の謎 / 劇薬 / 密室のユリ
- 人狼城の恐怖
  - 第一部 ドイツ編（1996年4月 講談社ノベルス / 2001年6月 講談社文庫）
  - 第二部 フランス編（1997年9月 講談社ノベルス / 2001年7月 講談社文庫）
  - 第三部 探偵編（1998年1月 講談社ノベルス / 2001年8月 講談社文庫）
  - 第四部 完結編（1998年9月 講談社ノベルス / 2001年9月 講談社文庫）
- バラ迷宮（1997年1月 講談社ノベルス / 2000年1月 講談社文庫）
  - 収録作品：サーカスの怪人 / 変装の家 / 喰顔鬼 / ある蒐集家の殺人 / 火炎の魔 / 薔薇の家の殺人
- 悪魔のラビリンス（2001年4月 講談社ノベルス / 2004年6月 講談社文庫）
- 魔術王事件（2004年10月 講談社ノベルス / 2007年11月 講談社文庫）
- 双面獣事件（2007年12月 講談社ノベルス / 2011年1月 講談社文庫【上・下】）
- 覇王の死（2012年2月 講談社ノベルス / 2015年5月 講談社文庫【上・下】）
- ラン迷宮（2014年4月 講談社ノベルス / 2017年8月 講談社文庫）
  - 収録作品：泥具根博士の悪夢 / 蘭の家の殺人 / 青い魔物
- 巨大幽霊マンモス事件（2017年9月 講談社ノベルス / 2022年8月 講談社文庫）

#### 水乃サトルシリーズ
社会人編
- 軽井沢マジック（1995年6月 トクマ・ノベルズ / 1997年11月 徳間文庫 / 2008年9月 講談社文庫）
- 諏訪湖マジック（1999年11月 トクマ・ノベルズ / 2002年10月 徳間文庫）
- 猪苗代マジック（2003年7月 文藝春秋 本格ミステリ・マスターズ / 2006年11月 文春文庫）
- 鬼蟻村マジック（2008年7月 原書房 ミステリー・リーグ / 2012年6月 文春文庫）
- 東尋坊マジック（2011年8月 実業之日本社 / 2014年12月 実業之日本社文庫）

大学生編
- 奇跡島の不思議（1996年11月 角川書店 / 2001年9月 角川文庫）
- 宇宙神の不思議（2002年9月 角川書店 / 2005年10月 角川文庫）
- 稀覯人（コレクター）の不思議（2005年4月 光文社 カッパ・ノベルス / 2008年10月 光文社文庫）
- 智天使（ケルビム）の不思議（2009年6月 光文社 / 2012年3月 光文社文庫）
- 誘拐犯の不思議（2010年7月 光文社 / 2013年1月 光文社文庫）

短編集
- 名探偵水乃紗杜瑠の大冒険（1998年9月 実業之日本社）
  - 【改題】名探偵水乃サトルの大冒険（2000年2月 トクマ・ノベルス / 2002年2月 講談社文庫）
    - 収録作品：ビールの家の冒険 / ヘルマフロディトス / 『本陣殺人事件』の殺人 / 空より来たる怪物

#### ボクちゃん探偵シリーズ
- 私が捜した少年（1996年4月 双葉社 / 1998年6月 フタバ・ノベルス / 2000年7月 講談社文庫）
- クロへの長い道（1999年9月 双葉社 / 2003年2月 講談社文庫）
- ドアの向こう側（2004年5月 双葉社 / 2007年8月 講談社文庫）

#### 宇宙捜査艦《ギガンテス》シリーズ
- 宇宙捜査艦《ギガンテス》（2002年3月 徳間デュアル文庫）
- 聖域の殺戮（2006年2月 講談社ノベルス / 2010年1月 講談社文庫）

#### 増加博士シリーズ
- 増加博士と目減卿（2002年11月 原書房 / 2006年3月 講談社文庫）[1]
- 増加博士の事件簿（2012年5月 講談社ノベルス / 2018年8月 講談社文庫）

#### その他
- 名探偵の肖像（1999年6月 講談社ノベルス / 2002年6月 講談社文庫）
- カーの復讐（2005年11月 講談社 ミステリーランド / 2010年11月 講談社文庫）
- 小説 鉄腕アトム 火星のガロン（2007年11月 講談社 KCノベルス 原作：手塚治虫）
- クロノ・モザイク（2014年7月 文藝春秋）※水乃サトルがカメオ出演
- アイアン・レディ（2015年8月 原書房
- 亡霊館の殺人（2015年9月 南雲堂）
  - 収録作品：霧の悪魔 / 亡霊館の殺人 / カーは不可能犯罪ものの巨匠！ / 『パンチとジュディ』について / 吸血の家［短編版］ / 好事家へのノート

### 共著
愛川晶との合作
- 白銀荘の殺人鬼（2000年6月 光文社 カッパ・ノベルス / 2004年2月 光文社文庫） - ノベルス版は「彩胡ジュン」名義

黒田研二との合作
- Killer X（2001年11月 光文社 カッパ・ノベルス / 2006年1月 光文社文庫） - ノベルス版は「クイーン兄弟」名義
- 千年岳の殺人鬼（2002年12月 光文社 カッパ・ノベルス / 2007年2月 光文社文庫）
- 永遠の館の殺人（2004年7月 光文社 カッパ・ノベルス / 2009年1月 光文社文庫）

千澤のり子との合作
- ルームシェア 私立探偵・桐山真紀子（2007年11月 講談社ノベルス / 2011年8月 講談社文庫） - ノベルス版は「宗形キメラ」名義
- レクイエム 私立探偵・桐山真紀子（2009年11月 講談社ノベルス）

羽純未雪との合作
- 呪縛伝説殺人事件（2022年9月 南雲堂）

リレー小説
- 堕天使殺人事件（1999年9月 角川書店 / 2002年5月 角川文庫）
- EDS 緊急推理解決院（2005年11月 光文社カッパ・ノベルス）

### アンソロジー（収録）
「」内が二階堂黎人の作品
- 本格推理1 新しい挑戦者たち（1993年4月 光文社文庫）「赤死荘の殺人」
- 名探偵の饗宴（1998年3月 朝日新聞社 / 2015年3月 朝日文庫）「ある蒐集家の死」
- 新世紀「謎」倶楽部（1998年7月 角川書店 / 2001年8月 角川文庫）「縞模様の宅配便」
- 「Y」の悲劇（2000年7月 講談社文庫）「『Y』の悲劇―『Y』が増える」
- 八ヶ岳「雪密室」の謎（2001年3月 原書房）「二階堂黎人の手記」
- 新世紀犯罪博覧会（2001年3月 光文社 カッパ・ノベルス）「人間空気」
- 密室と奇蹟 J・D・カー生誕百周年記念アンソロジー（2006年11月 東京創元社 / 2020年8月 創元推理文庫）「亡霊館の殺人」
- 本からはじまる物語（2007年12月 メディアパル）「白ヒゲの紳士」

### アンソロジー（編纂）
- 密室殺人大百科（2000年7月 原書房【上・下】 / 2003年9月 講談社文庫【上・下】）
- 新・本格推理01 モルグ街の住人たち（2001年3月 光文社文庫） - 共編：鮎川哲也
- 密室殺人コレクション（2001年8月 原書房） - 共編：森英俊
- 新・本格推理02 黄色い部屋の殺人者（2002年3月 光文社文庫） - 共編：鮎川哲也
- 新・本格推理03 りら荘の相続人（2003年3月 光文社文庫） - 共編：鮎川哲也
- 新・本格推理04 赤い館の怪人物（2004年3月 光文社文庫）
- 新・本格推理05 九つの署名（2005年3月 光文社文庫）
- 新・本格推理06 不完全殺人事件（2006年3月 光文社文庫）
- 新・本格推理07 Qの悲劇（2007年3月 光文社文庫）
- 新・本格推理08 消えた殺人者（2008年3月 光文社文庫）
- 新・本格推理 特別編 不可能犯罪の饗宴（2009年3月 光文社文庫）
- 不可能犯罪コレクション（2009年6月 原書房 ミステリー・リーグ）
- 密室晩餐会（2011年6月 原書房 ミステリー・リーグ）

### 小説以外の作品
- 鮎川哲也読本（1998年8月 原書房） - 共編：芦辺拓、有栖川有栖
- 本格ミステリーを語ろう！［海外篇］（1999年2月 原書房） - 共著：芦辺拓、有栖川有栖、小森健太朗
- 二階堂黎人VS新本格推理作家 おおいにマンガを語る（2000年4月 メディアファクトリー）

漫画化
- 薔薇の家の殺人 二階堂蘭子の事件簿（2001年2月 秋田書店 サスペリアミステリーコミック 作画：あさみさとる）
- 歯なしの探偵 渋柿信介の事件簿（2002年12月 秋田書店 サスペリアミステリーコミック 作画：河内実加）
- スマイルは遠すぎる 渋柿信介の事件簿2（2004年9月 秋田書店 サスペリアミステリーコミック 作画：河内実加）

手塚治虫関連作品
- 未発掘の玉手箱 手塚治虫Works 1946-1989（1998年8月 立風書房）
- 二階堂黎人が選ぶ！手塚治虫ミステリー傑作集（2000年7月 ちくま文庫）
- 二階堂黎人が選ぶ！手塚治虫SF傑作集 異星人編（2001年10月 ちくま文庫）
- 二階堂黎人が選ぶ！手塚治虫SF傑作集 時間旅行者（タイムトラベラー）編（2002年8月 ちくま文庫）
- 二階堂黎人が選ぶ！手塚治虫西部劇傑作集（2004年10月 ちくま文庫）
- 僕らが愛した手塚治虫（2006年12月 小学館）
- 僕らが愛した手塚治虫2（2008年12月 小学館）
- 僕らが愛した手塚治虫 激動編（2012年1月 原書房）